# Hapoel Beit She'an
L'Hapoel Beit She'an (in ebraico הפועל בית שאן‎?) è stata una società calcistica di Beit She'an (Israele).
Fondato nel 1953, colse la promozione in Liga Leumit, all'epoca la massima serie del campionato israeliano, nel 1994. In prima divisione, l'Hapoel Beit She'an disputò cinque stagioni consecutive, ottenendo, quale miglior risultato, l'undicesimo posto nel 1996-1997.
Nella stagione seguente, retrocesse in seconda divisione, per poi conoscere ulteriori retrocessioni, prima del fallimento, nel 2006.

## Palmarès

### Altri piazzamenti
- Liga Leumit:

Secondo posto: 1993-1994